# Kazimierz Pietkiewicz (działacz polityczny)
Kazimierz Pietkiewicz ps. „Fakir”, „Olgierd” (ur. w listopadzie 1861 w Kijowie, zm. 30 października 1934 w Warszawie) – polski działacz socjalistyczny i niepodległościowy.

## Życiorys
Urodził się w rodzinie ziemiańskiej. Od 1883 był członkiem Międzynarodowej Socjalno-Rewolucyjnej Partii Proletariat tzw. I Proletariatu. Po aresztowaniach w 1886, przenosi się z Warszawy do Krakowa. Od 1888 r. bierze udział w działaniach Socjalno-Rewolucyjna Partia „Proletariat” tzw. II Proletariatu. Będąc przeciwnikiem działań terrorystycznych w sierpniu 1891, wraz z Edwardem Abramowskim, Janem Stróżeckim i Leonem Falskim założył Zjednoczenie Robotnicze. Po powstaniu w kraju Polskiej Partii Socjalistycznej, w skład której weszło Zjednoczenie, Pietkiewicz od 1893 był członkiem PPS. Już w 1892 przeszedł pierwsze aresztowanie.
Na II Zjeździe PPS w lutym 1894, został wybrany na zastępcę członka Centralnego Komitetu Robotniczego. Po aresztowaniach od 1894, wraz z Józefem Piłsudskim kierował partią. W czerwcu 1895, aresztowany i po dłuższym pobycie (do ok. 1901) w więzieniu na Łukiszkach w Wilnie, zesłany na Syberię (Wierchojańsk w Jakucji). Przetłumaczył wówczas na polski ukraińską Pieśń wolnego ducha.
Z zesłania powrócił pod koniec 1904 i ponownie rozpoczął działalność w Polskiej Partii Socjalistycznej, od października 1905, do lutego 1906, wchodzi ponownie w skład, zdziesiątkowanego przez aresztowania Centralnego Komitetu Robotniczego PPS. W tym czasie działał w Łódzkim Komitecie Robotniczym PPS, był wydawcą „Łodzianina”, następnie w Wilnie, gdzie kierował organizacją okręgową PPS na Litwie m.in. redagował pismo PPS „Walka” wydawane w języku polskim i jidysz.
W 1906 ponownie aresztowany w Wilnie, za współpracę z litewskimi socjaldemokratami. Skazany na cztery lata katorgi i dożywotnie osiedlenie na Syberii. Został zesłany guberni irkuckiej. Uwolniony w wyniku rewolucji w czerwcu 1917. Po uwolnieniu przebywał w Kijowie, gdzie działał w miejscowej organizacji PPS Lewicy. Do kraju wrócił w 1922. Wcześniej powrót – według jego informacji – utrudniały mu władze w Polsce. Po drodze z zesłania omal nie został rozstrzelany przez żołnierzy bolszewickich, którzy wzięli go za przestępcę.
Po powrocie ponownie podjął działalność w Polskiej Partii Socjalistycznej. Działał w Stowarzyszeniu byłych Więźniów Politycznych, będąc wiceprezesem koła warszawskiego. Kierował komisją archiwalno-historyczną. Współpracował z pismem „Niepodległość”. W ostatnich latach życia studiował język litewski i język łotewski. W 1933 wydał tłumaczenia litewskiego poety oświeceniowego Kristijonasa Donelaitisa. W 1933, wraz z Ignacym Daszyńskim, Bolesławem Limanowskim i Andrzejem Strugiem organizował „Fundusz walki z konfiskatami”, mający na celu wsparcie finansowe „Robotnika” ustawicznie konfiskowanego przez władze.
Pozostawał w willi „Helenów” w Aninie pod opieką Robotniczego Towarzystwa Przyjaciół Dzieci. Zmarł 30 października 1934 w Warszawie. Został pochowany 3 listopada 1934 na cmentarzu Stare Powązki (kwatera 256-5-15).

## Ordery i odznaczenia
- Krzyż Niepodległości – 3 czerwca 1933 „za pracę w dziele odzyskania niepodległości”[5]